# Astomiopsis sinensis
Astomiopsis sinensis är en bladmossart som beskrevs av Brotherus 1929. Astomiopsis sinensis ingår i släktet Astomiopsis och familjen Ditrichaceae. Inga underarter finns listade i Catalogue of Life.